# Ricardo Carmona Ruano
Ricardo Carmona Ruano fue un ingeniero e industrial español, originario de la provincia de Almería (Comunidad Autónoma de Andalucía, España), que desarrolló una exitosa carrera en Argentina.

## Biografía
Inició su trayectoria profesional con un taller de reparación de automóviles, que abrió en la ciudad de Almería en 1923 y mantuvo al menos hasta 1930. Más adelante se especializó en la reparación de los camiones que se utilizaban para transportar el pescado del puerto.
En julio de 1935 emigró en solitario a Argentina con tres máquinas y la idea de, en unos años, regresar para montar un taller de rectificación en Almería. Llegado a Buenos Aires, oyó hablar de la ciudad de Chivilcoy y, convencido de las cualidades de su paisaje y su ubicación estratégica en el centro del país, decidió instalarse en ella. En octubre de ese mismo año, llega a Argentina el resto de su familia: su esposa, Gabriela Gómez, y sus hijos Salvador, Ricardo, Gabriel y Delia.
Con los años, la empresa fundada por Ricardo Carmona Ruano, Talleres Carmona, se convirtió en una empresa familiar de gran importancia. En 1947 se hace cargo del negocio su hijo Salvador. Ricardo Carmona, tras un viaje a España recién finalizada la Segunda Guerra Mundial, decide ganar en independencia y se plantea la fabricación de máquinas propias. En 1952, Talleres Carmona abre sucursal en Buenos Aires y se especializa en máquinas rectificadoras de cigüeñales de gran longitud,  en la fabricación de cojinetes y en la reparación de motores de todos los calibres, recibiendo encargos nacionales e internacionales, desde Brasil, Chile, Bolivia o Uruguay.